# Francium
Francium (tidligere kaldet Actinium K, blev officielt godkendt i 1949 opkaldt efter Frankrig) er det 87. grundstof i det periodiske system; det er det tungeste af alkalimetallerne, og har det kemiske symbol Fr.

## Egenskaber
Francium forekommer i naturen, men fordi det er stærkt radioaktivt, henfalder det lynhurtigt til andre grundstoffer — af den grund findes der kun 28 gram på hele Jorden. Stoffet udmærker sig desuden ved at være det mindst elektronegative grundstof man kender. Idet stoffet ligger i hovedgruppe 1, går det meget let i forbindelse med vand; en egenskab der forstærkes yderligere af at det ligger i periode 7: Kan man nå at putte lidt af stoffet i vand, vil det reagere temmelig voldsomt. Næsten alle francium-salte kan opløses i vand.

## Anvendelser
Da stoffet er ekstremt sjældent og dertil henfalder ganske hurtigt, har stoffet ikke fundet nogle kommercielle anvendelser. Stoffet har været et studieobjekt for biologien, og man har blandt andet undersøgt mulighederne for at bruge stoffet i behandlingen af visse typer kræft, men stoffet har vist sig at være upraktisk til dette formål.
Francium bruges også i studiet af atomers struktur, fordi det er relativt let at syntetisere og arbejde med, og dertil har en relativt simpel struktur: Dette har givet indblik i energiniveauer og koblingen mellem subatomare partikler. Undersøgelser af lys fra 210Fr-ioner har givet måleresultater vedrørende atomets energiniveauer der stemmer nogenlunde overene med hvad kvantemekanikken forudsiger.

## Historie
I 1871 havde Dmitrij Mendelejev forudsagt eksistensen af et nyt alkalimetal efter cæsium, som han kaldte for eka-cæsium. Dmitri Dobroserdow kaldte stoffet for russium, og offentliggjorde i 1925 nogle beregninger der forudsagde dets atomvægt og nogle af dets kemiske og fysiske egenskaber.

### Falske alarmer og "delvise" opdagelser
To engelske kemikere, der året efter var i færd med at undersøge mangansulfat, observerede det forudsagte stofs spektrum: De navngav det alkalinium, fordi stoffet har den allermest "alkaliske", eller basiske, kemi blandt alle grundstofferne.
I 1930 mente Fred Allison fra Alabama Polytechnic Institute at have opdaget grundstoffet med atomnummer 87 i mineralerne pollucit and lepidolit ved hjælp af en magnetisk/optisk anordning han havde udviklet. Han valgte at kalde stoffet virginium, efter hans hjemstat Virginia, og med symbolerne Vi eller Vm. Men i 1934 påviste H.G. MacPherson en fejl ved Allisons maskine, og viste at opdagelsen var "falsk alarm".
Rumæneren Horia Hulubei undersøgte også pollucit, men anvendte et fintfølende røntgenudstyr: Han mente at havde fundet svage spektrallinjer der påviste tilstedeværelsen af grundstof nr. 87, som han kaldte for Moldavium, efter Moldavien hvor hans forskning fandt sted. Den amerikanske fysiker F. H. Hirsh Jr. mente ikke at dette stof "burde" findes i naturen, og anfægtede Hulubeis målemetoder og mente at målingerne snarere tydede på kviksølv eller bismuth.

### Det endelige bevis
Franciums eksistens blev først endegyldigt fastslået i 1939, som det sidste af de naturligt forekommende grundstoffer, af Marguerite Perey (en) ved Curie-instituttet i Paris: Hun lavede en uhyre ren prøve af isotopen 227Ac, som man vidste havde en henfaldsenergi 220 keV, men ud over strålingen fra actiniumets henfald kunne hun også spore stråling med henfaldsenergier under 80 keV.
I første omgang mente Perey at den "ekstra" stråling måtte skyldes at actiniumet undergik et for denne isotop hidtil ukendt henfald; herved kunne der dannes en anden isotop, som var "ansvarlig" for den stråling under 80 keV som hun havde observeret. Men efter en lang række forsøg og målinger kunne hun udelukke thorium, radium, bly, bismuth og thallium, og desuden påvist at det "nye" henfaldsprodukt havde egenskaber som et alkalimetal. Det sidste ledte Perey på tanken om at det hun havde fundet, var grundstof nr. 87.
Perey omtalte i første omgang navnet Actinium K, fordi det skabes i naturen ved alfa-henfald af actinium-isotopen Ac-227 (man kan også fremstille francium ad kunstig vej ved at bombardere thorium med neutroner). Senere, i 1946, foreslog hun navnet catium eftersom grundstoffet er det mest elektropositive, men dette navn mødte modstand. I 1949 godtog IUPAC derimod hendes andet forslag, francium, efter Pereys hjemland Frankrig (latin Francia).

## Isotoper af francium
Samtlige de 34 isotoper af francium man kender, er radioaktive; den mest "sejlivede" er francium-223, med en halveringstid på blot 22 minutter. Selv om der hele tiden skabes nye francium-atomkerner ved radioaktivt henfald af actinium, henfalder francium-atomkernerne selv lynhurtigt til andre grundstoffer, med det resultat at der i hele jordskorpen findes et sted mellem 1/2 og 1/3 kilogram francium.